# Chwościk ziemniaka
Chwościk ziemniaka (ang. leaf blotch of potato) lub cerkosporoza ziemniaka – grzybowa choroba ziemniaka wywołana przez mikroskopijnego grzyba Passalora concors.

## Występowanie i szkodliwość
Jest to choroba z grupy chwościków. Nazwa cerkosporoza pochodzi od dawniej używanej naukowej nazwy wywołującego ją patogena – Cercospora concors. Choroba występuje na całym świecie, ale zgłaszano ją głównie w chłodnym i umiarkowanym klimacie Europy, Azji, Ameryki Północnej i wschodniej Afryki. Jest to zwykle choroba o niewielkim nasileniu i może pozostać niezauważona, ponieważ często występuje równocześnie z innymi chorobami liści ziemniaka, takimi jak zaraza ziemniaka (wywołana przez Phytophthora infestans) lub alternarioza ziemniaka (wywołana przez Alternaria solani). Przy dużym natężeniu choroby liście ziemniaka mogą obumrzeć, ale następuje to dopiero podczas końcowego okresu wegetacji roślin, wskutek czego nie odnotowano żadnych strat plonów spowodowanych tą chorobą.
W Chinach zakażenia obserwowano głównie na dolnych i środkowych liściach roślin; zainfekowanych zostało 20 do 30% roślin.

## Objawy
Pierwsze objawy pojawiają na dolnych liściach w postaci małych, żółtozielonych, nieregularnych plam, a później mogą pojawić się na środkowych i górnych liściach. W miarę jak liście się rozwijają, plamy powiększają się i stają się purpurowobrązowe lub czarne. Na dolnej stronie liścia tworzą się konidiofory z zarodnikami konidialnymi, które przypominają wyglądem nalot tworzony podczas zarazy ziemniaka. W odróżnieniu od niej, spowodowane chwościkiem plamy na liściach nie mają koncentrycznych pierścieni. Przy dużym nasileniu choroby zmiany na łodygach stają się ciemne, a całe rośliny obumierają. Bulwy ziemniaka nie są zainfekowane.